# HC Oceláři Třinec v české hokejové extralize 2004/2005

## Základní část

### HC Znojemští Orli
- 17.09.2004 HC Oceláři Třinec – HC JME Znojemští Orli 4 : 5 (2 : 1 , 1 : 2 , 1 : 2) – 4 branky Jan Peterek
- 22.10.2004 HC JME Znojemští Orli – HC Oceláři Třinec 0 : 5 (0 : 3 , 0 : 0 , 0 : 2)
- 05.12.2004 HC Oceláři Třinec – HC JME Znojemští Orli 3 : 4 (1 : 1 , 1 : 3 , 1 : 0)
- 25.01.2005 HC JME Znojemští Orli – HC Oceláři Třinec 5 : 1 (3 : 0 , 1 : 1 , 1 : 0)

### HC Chemopetrol Litvínov
- 19.09.2004 HC Chemopetrol Litvínov – HC Oceláři Třinec 8 : 1 (3 : 1 , 1 : 0 , 4 : 0)
- 24.10.2004 HC Oceláři Třinec – HC Chemopetrol Litvínov 2 : 3 (1 : 1 , 1 : 2 , 0 : 0)
- 07.12.2004 HC Chemopetrol Litvínov – HC Oceláři Třinec 7 : 0 (1 : 0 , 3 : 0 , 3 : 0)
- 28.01.2005 HC Oceláři Třinec – HC Chemopetrol Litvínov 2 : 5 (1 : 2 , 0 : 0 , 1 : 3)

### HC Rabat Kladno
- 21.09.2004 HC Oceláři Třinec – HC Rabat Kladno 1 : 4 (0 : 1 , 1 : 2 , 0 : 1)
- 29.10.2004 HC Rabat Kladno – HC Oceláři Třinec 2 : 0 (1 : 0 , 0 : 0 , 1 : 0)
- 10.12.2004 HC Oceláři Třinec – HC Rabat Kladno 2 : 2 PP (1 : 1 , 1 : 1 , 0 : 0 , 0 : 0)
- 30.01.2005 HC Rabat Kladno – HC Oceláři Třinec 5 : 2 (2 : 0 , 3 : 1 , 0 : 1)

### Bílí Tygři Liberec
- 26.09.2004 HC Oceláři Třinec – Bílí Tygři Liberec 4 : 2 (0 : 0 , 2 : 1 , 2 : 1)
- 02.11.2004 Bílí Tygři Liberec – HC Oceláři Třinec 3 : 2 (0 : 0 , 1 : 1 , 2 : 1)
- 26.12.2004 HC Oceláři Třinec – Bílí Tygři Liberec 1 : 4 (1 : 0 , 0 : 1 , 0 : 3)
- 06.02.2005 Bílí Tygři Liberec – HC Oceláři Třinec 4 : 3 PP (0 : 0 , 0 : 1 , 3 : 2 , 1 : 0) – branka v prodloužení 62. Aleš Kotalík

### HC Sparta Praha
- 15.10.2004 HC Oceláři Třinec – HC Sparta Praha 2 : 1 PP (0 : 0 , 1 : 1 , 0 : 0 , 1 : 0) – branka v prodloužení 63. Richard Bordowski
- 23.11.2004 HC Sparta Praha – HC Oceláři Třinec 3 : 1 (2 : 1 , 0 : 0 , 1 : 0)
- 09.01.2005 HC Oceláři Třinec – HC Sparta Praha 1 : 2 PP (1 : 0 , 0 : 0 , 0 : 1 , 0 : 1) – branka v prodloužení 63. Petr Nedvěd
- 01.03.2005 HC Sparta Praha – HC Oceláři Třinec 7 : 3 (2 : 1 , 0 : 2 , 5 : 0)

### HC Moeller Pardubice
- 05.10.2004 HC Moeller Pardubice – HC Oceláři Třinec 4 : 2 (2 : 1 , 0 : 0 , 2 : 1)
- 19.11.2004 HC Oceláři Třinec – HC Moeller Pardubice 3 : 2 (0 : 1 , 1 : 0 , 2 : 1)
- 02.01.2005 HC Moeller Pardubice – HC Oceláři Třinec 3 : 1 (0 : 0 , 1 : 0 , 2 : 1)
- 20.02.2005 HC Oceláři Třinec – HC Moeller Pardubice 1 : 4 (0 : 1 , 1 : 2 , 0 : 1)

### HC Dukla Jihlava
- 10.10.2004 HC Dukla Jihlava – HC Oceláři Třinec 1 : 2 (0 : 1 , 0 : 1 , 1 : 0)
- 26.11.2004 HC Oceláři Třinec – HC Dukla Jihlava 5 : 1 (2 : 0 , 1 : 0 , 2 : 1 )
- 07.01.2005 HC Dukla Jihlava – HC Oceláři Třinec 1 : 2 (0 : 1 , 1 : 1 , 0 : 0)
- 27.02.2005 HC Oceláři Třinec – HC Dukla Jihlava 2 : 1 PP (1 : 0 , 0 : 1 , 0 : 0 , 1 : 0) – branka v prodloužení 63. Zdeněk Skořepa

### Vsetínská hokejová
- 19.10.2004 Vsetínská hokejová – HC Oceláři Třinec 1 : 3 (0 : 0 , 1 : 0 , 0 : 3)
- 26.10.2004 HC Oceláři Třinec – Vsetínská hokejová 4 : 2 (2 : 1 , 1 : 0 , 1 : 1)
- 03.12.2004 HC Oceláři Třinec – Vsetínská hokejová 2 : 2 PP (1 : 1 , 0 : 1 , 1 : 0 , 0 : 0)
- 20.01.2005 Vsetínská hokejová – HC Oceláři Třinec 5 : 0 (1 : 0 , 2 : 0 , 2 : 0)

### HC Hamé Zlín
- 01.10.2004 HC Hamé Zlín – HC Oceláři Třinec 3 : 1 (0 : 0 , 1 : 1 , 2 : 0)
- 05.11.2004 HC Oceláři Třinec – HC Hamé Zlín 3 : 2 (2 : 2 , 0 : 0 , 1 : 0)
- 28.12.2004 HC Hamé Zlín – HC Oceláři Třinec 3 : 1 (1 : 0 , 2 : 1 , 0 : 0)
- 15.02.2005 HC Oceláři Třinec – HC Hamé Zlín 1 : 4 (0 : 0 , 0 : 2 , 1 : 2)

### HC Energie Karlovy Vary
- 28.09.2004 HC Energie Karlovy Vary – HC Oceláři Třinec 3 : 2 PP (0 : 1 , 1 : 1 , 1 : 0 , 1 : 0) – branka v prodloužení 64. František Ptáček
- 17.10.2004 HC Oceláři Třinec – HC Energie Karlovy Vary 4 : 4 PP (2 : 2 , 2 : 0 , 0 : 2 , 0 : 0)
- 30.11.2004 HC Energie Karlovy Vary – HC Oceláři Třinec 1 : 1 PP (1 : 1 , 0 : 0 , 0 : 0 , 0 : 0)
- 18.01.2005 HC Oceláři Třinec – HC Energie Karlovy Vary 3 : 2 (1 : 2 , 2 : 0 , 0 : 0)

### HC Slavia Praha
- 24.09.2004 HC Slavia Praha – HC Oceláři Třinec 3 : 2 PP (2 : 0 , 0 : 0 , 0 : 2 , 1 : 0) – branka v prodloužení 65. Jozef Stümpel
- 30.10.2004 HC Oceláři Třinec – HC Slavia Praha 1 : 2 (0 : 0 , 0 : 1 , 1 : 1)
- 12.12.2004 HC Slavia Praha – HC Oceláři Třinec 5 : 3 (1 : 0 , 1 : 1 , 3 : 2)
- 04.02.2005 HC Oceláři Třinec – HC Slavia Praha 2 : 6 (0 : 2 , 2 : 2 , 0 : 2)

### HC Lasselsberger Plzeň
- 08.10.2004 HC Oceláři Třinec – HC Lasselsberger Plzeň 1 : 2 (0 : 0 , 1 : 2 , 0 : 0)
- 21.11.2004 HC Lasselsberger Plzeň – HC Oceláři Třinec 5 : 1 (3 : 0 , 1 : 0 , 1 : 1)
- 04.01.2005 HC Oceláři Třinec – HC Lasselsberger Plzeň 1 : 2 (0 : 1 , 0 : 0 , 1 : 1)
- 25.02.2005 HC Lasselsberger Plzeň – HC Oceláři Třinec 2 : 0 (1 : 0 , 1 : 0 , 0 : 0)

### HC Vítkovice Steel
- 03.10.2004 HC Oceláři Třinec – HC Vítkovice Steel 0 : 0 (0 : 0 , 0 : 0 , 0 : 0)
- 16.11.2004 HC Vítkovice Steel – HC Oceláři Třinec 4 : 3 PP (1 : 0 , 1 : 2 , 1 : 1 , 1 : 0) – branka v prodloužení 64. Vladimír Vůjtek
- 30.12.2004 HC Vítkovice Steel – HC Oceláři Třinec 4 : 1 (0 : 1 , 2 : 0 , 2 : 0)
- 18.02.2005 HC Oceláři Třinec – HC Vítkovice Steel 4 : 3 PP (1 : 2 , 0 : 1 , 2 : 0 , 1 : 0) – branka v prodloužení 65. Petr Mika

## Play-off -Sezona 2004 / 2005
|  | Čtvrtfinále  | Čtvrtfinále |           |   | Semifinále | Semifinále |  |  | Finále | Finále |
|  |              |             |           |   |            |            |  |  |        |        |
|  |              |             |           |   |            |            |  |  |        |        |
|  | Pardubice    | 4           |           |   |            |            |  |  |        |        |
|  | Pardubice    | 4           |           |   |            |            |  |  |        |        |
|  | Kladno       | 3           |           |   |            |            |  |  |        |        |
|  | Kladno       | 3           | Pardubice | 4 |            |            |  |  |        |        |
|  |              |             | Pardubice | 4 |            |            |  |  |        |        |
|  |              | Liberec     | 1         |   |            |            |  |  |        |        |
|  | Liberec      | Liberec     | 1         | 4 |            |            |  |  |        |        |
|  | Liberec      |             |           | 4 |            |            |  |  |        |        |
|  | Slavia Praha | 3           |           |   |            |            |  |  |        |        |
|  | Slavia Praha | 3           | Pardubice | 4 |            |            |  |  |        |        |
|  |              |             | Pardubice | 4 |            |            |  |  |        |        |
|  |              | Zlín        | 0         |   |            |            |  |  |        |        |
|  | Zlín         | Zlín        | 0         | 4 |            |            |  |  |        |        |
|  | Zlín         |             |           | 4 |            |            |  |  |        |        |
|  | Litvínov     | 2           |           |   |            |            |  |  |        |        |
|  | Litvínov     | 2           | Zlín      | 4 |            |            |  |  |        |        |
|  |              |             | Zlín      | 4 |            |            |  |  |        |        |
|  |              | Vítkovice   | 3         |   |            |            |  |  |        |        |
|  | Vítkovice    | Vítkovice   | 3         | 4 |            |            |  |  |        |        |
|  | Vítkovice    |             |           | 4 |            |            |  |  |        |        |
|  | Sparta Praha | 1           |           |   |            |            |  |  |        |        |
|  | Sparta Praha | 1           |           |   |            |            |  |  |        |        |

- Nepostoupili do play off – 13 místo v základní části
- 17.09.2004 HC Oceláři Třinec – JME Znojemští Orli 4:5 (2:1, 1:2, 1:2) v tomto utkání vstřelil Jan Peterek všechny 4 branky – Tomáš Vokoun – první utkání základní části sezony 2004 / 2005
- V sezoně 2004/2005 HC Oceláři Třinec podruhé nepostoupili do play-off, 13 místo v základní části
- V sezoně 2004/2005 – Střelecká smůla Pavla Janků, který se nemohl v třineckém dresu dočkat 250. gólu, který by znamenal vstup do klubu ligových kanonýrů. Nakonec se ho dočkal v Jihlavě, kam byl poslán na hostování.

### Statistiky HC Oceláři Třinec
| Základní část | Základní část | Základní část | Základní část | Play off | Play off | Play off | Play off |
| Ročník        | Útočníci      | Obránci       | Brankáři      | Útočníci | Obránci  | Brankáři |          |
| ------------- | ------------- | ------------- | ------------- | -------- | -------- | -------- | -------- |
| 2004/2005     | Zde           | Zde           | Zde           | nehráli  | nehráli  | nehráli  |          |

## Hráli za Třinec
- Brankáři Vlastimil Lakosil (19 ZČ) • Martin Vojtek (22 ZČ) • Radovan Biegl (15 ZČ) • Michal Holeš (1 ZČ) • Vladislav Koutský (1 ZČ)
- Obránci Jiří Malinský • Jiří Hunkes • Peter Podhradský • Miroslav Ďurák • Martin Čakajík • Marek Chvátal • Filip Štefanka • Jakub Bartoň • Branislav Mezei • Michal Rozsíval • Tomáš Klouček • David Mocek • Jiří Kučný • David Všetečka • Aleš Křetinský • Martin Balčík • Tomáš Houdek
- Útočníci Richard Král • Václav Pletka • Pavel Janků • Zdeněk Skořepa • Zdeněk Pavelek • Marek Melenovský • Jan Peterek –  • Radek Bonk • Rostislav Martynek • Jiří Polanský • Richard Bordowski • Radim Kucharczyk • Josef Vítek • Jiří Hašek • Pavel Brendl • Tomáš Pospíšil • Andrej Hebar • Tomáš Zbořil • Lubomír Korhoň • Jaroslav Svoboda • Petr Mika • Martin Bouz • Petr Škatula • Pavel Šebesta • David Mikšan • Ondřej Fiala • Lukáš Novák
- Hlavní trenér Pavel Marek • od 26.12.2004 Lubomír Pokovič